# Mamadou Koné (iworyjski piłkarz)
Mamadou Koné (ur. 25 grudnia 1991 w Bingerville) – iworyjski piłkarz występujący na pozycji napastnika w KAS Eupen.